# Choto Sona
La mezquita Choto Shona (en bengalí: ছোট সোনা মসজিদ, lit., 'Pequeña mezquita dorada') es una mezquita del siglo XVI que se encuentra en el distrito de Chapai Nawabganj de Bangladés. La mezquita está situada a unos 3 kilómetros (1,9 mi) al sur de la puerta de Kotwali y 0,5 kilómetros (0,3 mi)  al sureste del complejo Mughal Tahakhana, en el barrio de Firozpur. 

## Historia

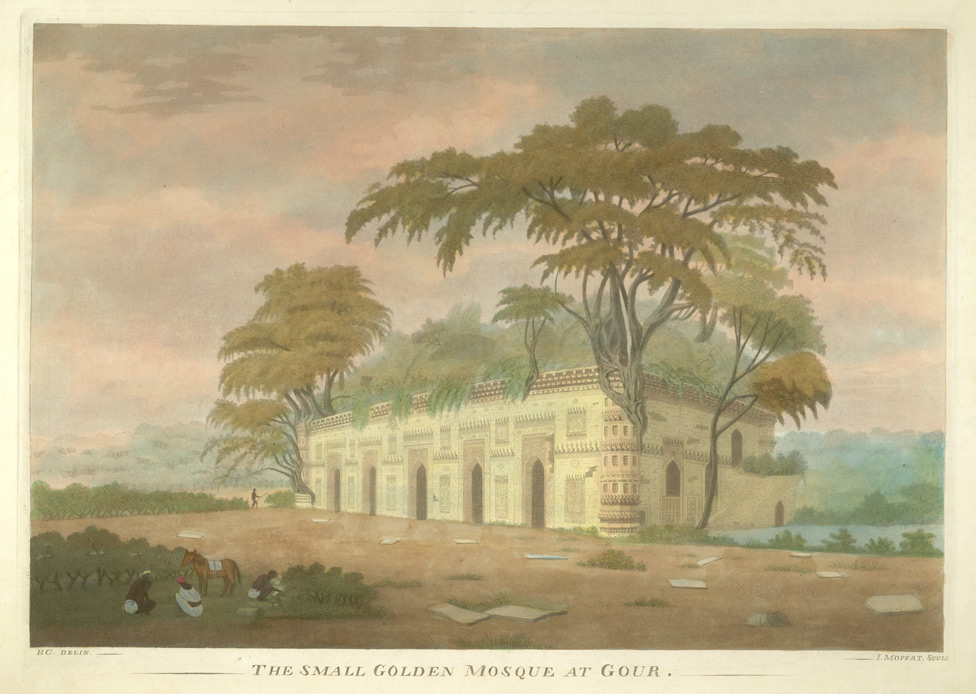
La mezquita Choto Shona en 1808

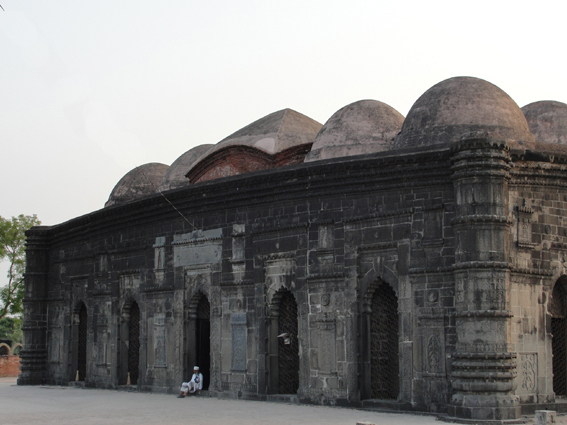
Mezquita Choto Shona (vista trasera)

La mezquita fue construida durante el reinado del sultán de Bengala Alauddin Husain Shah, entre 1493 y 1519. Las quince cúpulas de la mezquita fueron doradas, dando a la mezquita el nombre de Choto Shona Masjid (Pequeña mezquita dorada). La mezquita es uno de los monumentos de arquitectura «sultana» mejor preservados bajo la protección del Departamento de Arqueología y Museos del gobierno de Bangladés. El dorado que le dio nombre al edificio ya no existe. El predio de la mezquita, que cubre un área de 42 m de este a oeste, por 43,5 m de norte a sur, originalmente estaba rodeada por un muro exterior (ahora restaurado) con una puerta de entrada en el medio del lado este. 

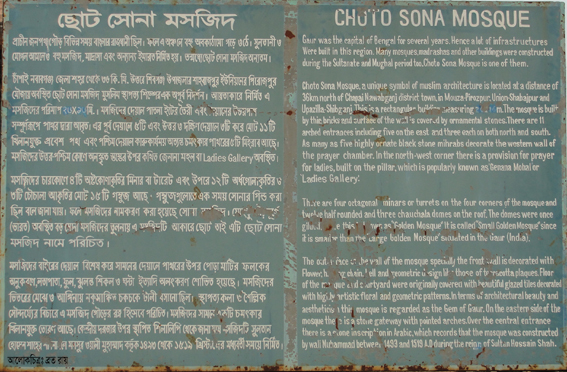
Placa en la entrada con una breve historia de la mezquita (en bengalí e inglés)

## Diseño

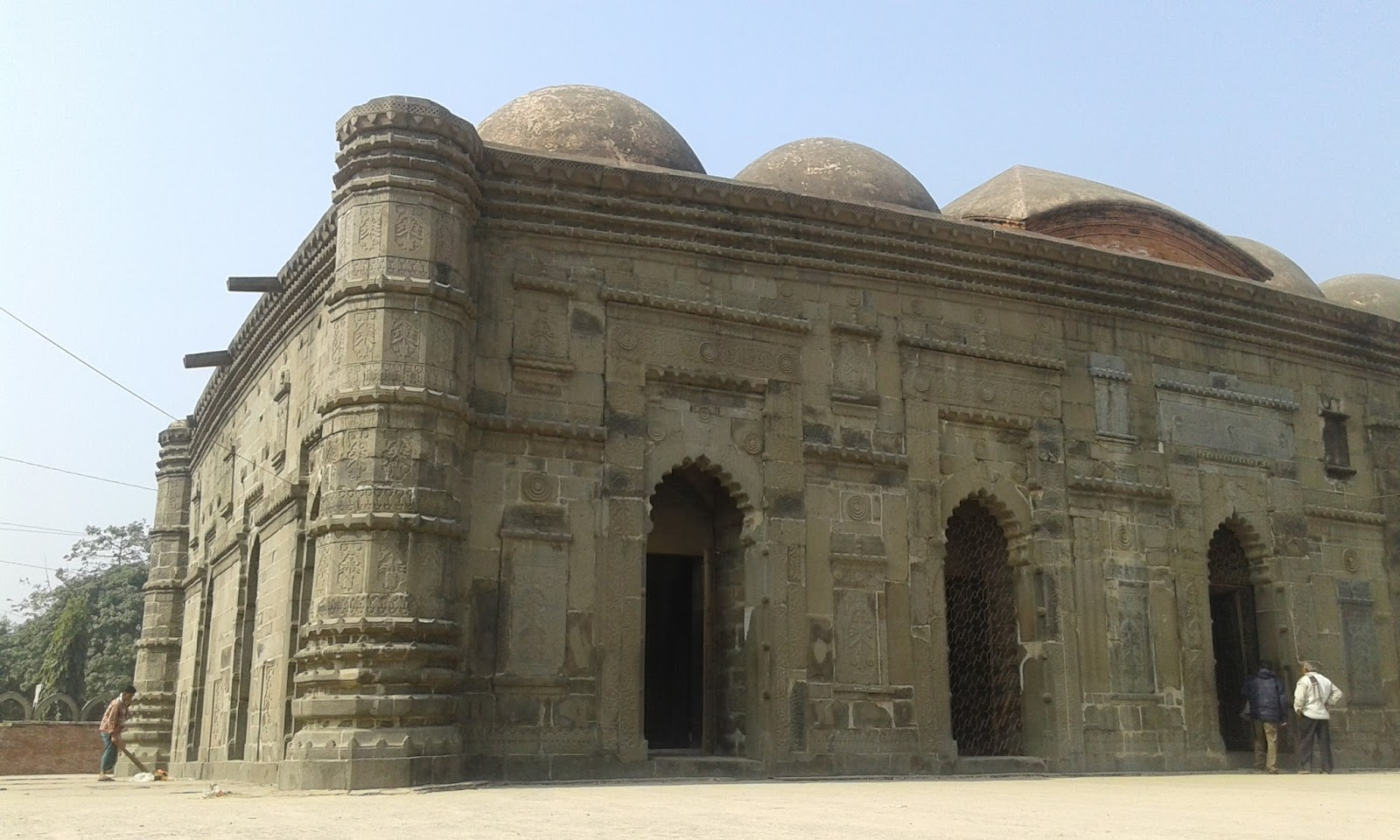
La mezquita Choto Sona, vista desde el frente

Construida en ladrillo y piedra, la mezquita propiamente dicha forma un rectángulo que tiene dimensiones exteriores de 25,1 metros (82,3 pies)   de norte a sur y 15,9 metros (52,2 pies)  de este a oeste. Las cuatro paredes están revestidas externamente y, en cierta medida, también internamente con bloques de piedra de granito. Estas piedras han desaparecido del lado sur del muro oeste debido a trabajos de conservación tras la destrucción por el terremoto de 1897 . Los cuatro ángulos exteriores del edificio están reforzados con torres poligonales, de las cuales son visibles nueve facetas. Las cornisas son curvilíneas y tienen canales de piedra para drenar el agua de lluvia del techo. Hay cinco puertas arqueadas en la fachada oriental y tres en las paredes norte y sur. En correspondencia con los cinco arcos en la pared este, hay cinco mihrabs semicirculares dentro de la pared oeste. Las piedras de la mayoría de estos miharbs han desaparecido. 
El interior de la mezquita, que mide 21,2 por 12,2 metros (23,2 por 13,3 yd), se divide en tres pasillos conr dos filas de pilares de piedra, cuatro en cada fila. Una amplia nave central ha cortado los pasillos en mitades, cada mitad mostrando seis unidades cuadradas iguales con un lado de 3.5 m. La nave tiene tres unidades rectangulares, cada una de 3,5 por 4,5 m. Por lo tanto, el interior de la mezquita tiene un total de quince unidades, de las cuales las tres unidades rectangulares están cubiertas con bóvedas de chauchala, y las doce unidades cuadradas restantes, cada una por una cúpula invertida en forma de vaso. Todos llevan arcos radiantes que brotan de los pilares de piedra independientes y las pilastras enganchadas. Las esquinas superiores entre los arcos de las unidades cuadradas están llenas de pechinas de ladrillo acanalado para compensar la fase de transición de las cúpulas. En la esquina noroeste de la mezquita hay una galería real que forma un piso superior, que aún se encuentra en estado ruinoso. Fue abordado desde la esquina noroeste de la mezquita a través de una plataforma escalonada conectada con una puerta. La galería tiene un mihrab al frente. 
Tallado en piedra, colocación de ladrillos, terracota, dorado y azulejos se utilizaron para decorar el edificio, y de ellos el primero desempeñó el papel dominante. Los temas de la talla de piedra se eligieron de acuerdo con la demanda de los espacios, por ejemplo, los bordes de los paneles con enredaderas y su interior con varias formas de patrones estilizados del período Bauddha y Jaina. Los tímpanos de los arcos y los espacios sobre los marcos siempre están salpicados de rosetas, una forma atractiva de diseño, pero todos están tallados de manera diferente. El interior de las cúpulas y las bóvedas están decoradas con terracotas, las de las bóvedas son copias de los marcos de bambú de las chozas locales. Todos los arcos frontales y los de los mihrabs están en punta. 

## Ornamentación

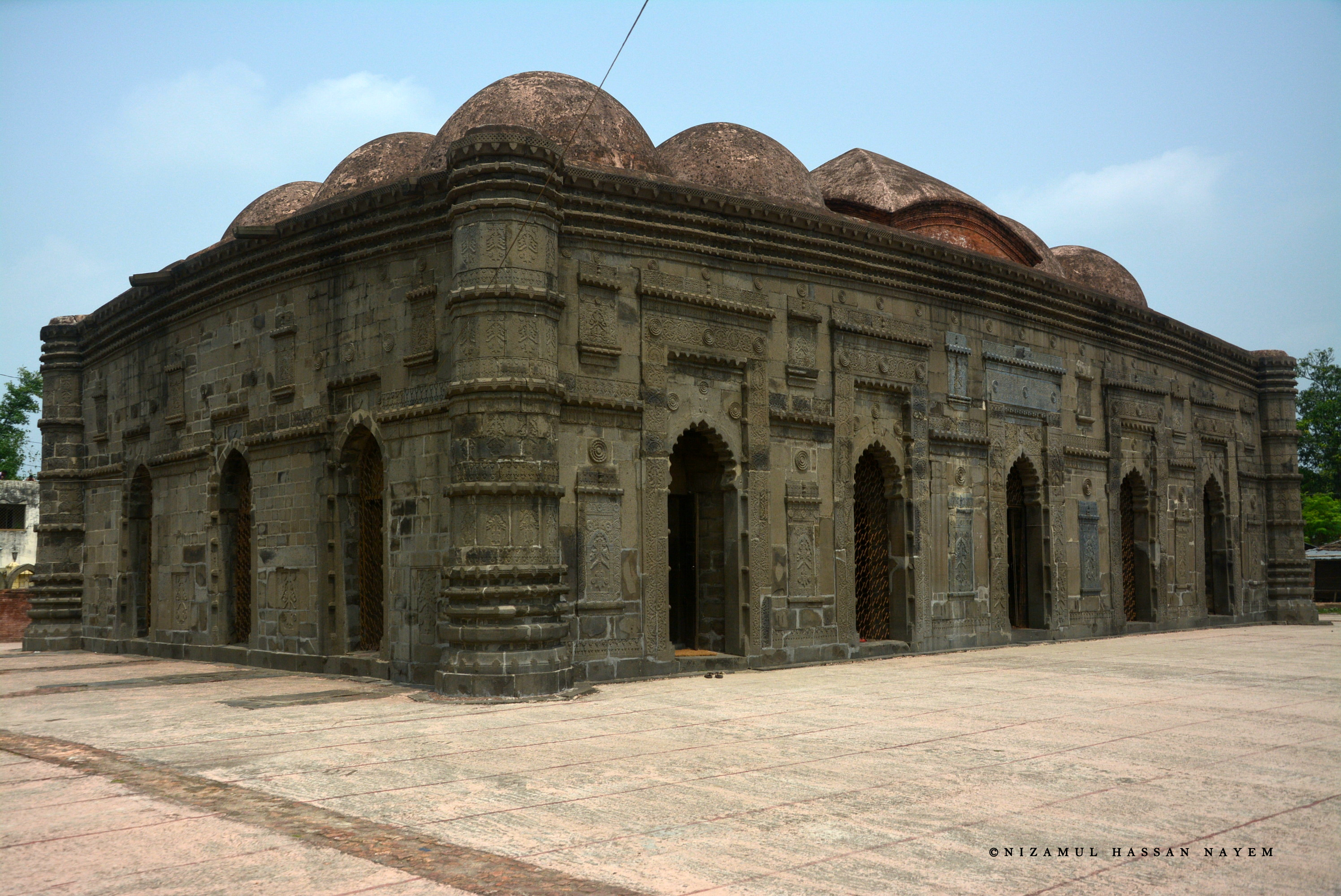
Vista lateral de Choto Sona

La ornamentación más importante de la mezquita se puede ver en el patio frontal de la mezquita, recientemente excavado. La ornamentación consiste en mosaicos redondos en colores azul y blanco de diseño abigarrado. El diseño del mosaico no es in situ, pero las excavadoras han compuesto un medallón que coloca los copos en sus lugares apropiados y los exhibe en una habitación adjunta a la cercaba casa para visitantes. A una distancia de 14,5 m al este de la puerta de entrada hay una plataforma de piedra que contiene dos sarcófagos de tumbas inscritos con versos del Corán y algunos nombres de Alá. Se desconoce quién está enterrado aquí. Cunningham sugiere que estas son las tumbas de Wali Muhammad, el constructor de la mezquita, y su padre Ali. 

## Situación actual
El glamour de la mezquita Choto Sona ya no está presente como lo estaba originalmente, particularmente debido al despojo de los mihrabs decorativos y el patio de la mezquita, pero los restos son, sin embargo, uno de los monumentos más atractivos de Guar-Lakhnauti.